# Præstø Rådhus
Præstø Rådhus er et tidligere rådhus i Præstø på det sydøstlige Sjælland. Bygningen er fra 1824 og det nuværende udseende blev etableret i 1868. En fængselslænge er opført i 1850.

## Historie
Præstø blev købstad i 1403. Efter at være blevet ramt af oversvømmelser, flere store brande og belejring af svenske tropper var byen blevet fattig og havde omkring 400 beboere, da købmanden H. C. Grønvold oprettede en fabrik der saltede sild og eksporterede korn i starten af 1800-tallet.
Grønvold var også involveret i opførslen af rådshuset i samarbejde med tømrermesteren Hans Andersen. Bbyggeriet blev påbegyndt i 1823 og færdiggjort året efter. Den lokale foged, Jacob Møller, havde sendt tegninger til Danske Kancelli, der var blevet justeret af arkitekten C.F. Hansen. Rådhuset blev udvidet med en fængselsbygning i 1850. I 1868 blev facaden renoveret og ændret.
Fængslet blev brugt som sløjdlokaler for den lokale skole i 1950'erne. Cellerne blev brugt af eleverne til at opbevare deres projekter. Senere blev det brugt af Civilforsvaret til opbevaring, og i 1990'erne blev pladsen brugt af en lokal teatergruppe.
Ved kommunalreformen i 1970 blev købstaden Præstø lagt sammen med de omkringliggende sogne Allerslev, Beldringe, Bårse, Jungshoved og Skibinge for at danne Præstø Kommune. Rådshuset gik ud af brug efter Strukturreformen, hvor kommunen blev lagt sammen med Vordingborg Kommune. I 2015 besluttede kommunen at sælge bygningen, hvor en lokal ejendomsmægler, ved navn Jakob Helles, købte den.

## Arkitektur
Møllers tegning var en kopi af rådshus som arkitekten Willads Stilling havde tegnet i 1803 til et nyt rådhus i Nykøbing Mors. Det er uvist, hvor meget af det oprindelige design der er overlevet, idet der ikke findes nogle billeder fra før 1868, hvor bygningen blev renoveret. Vinduerne over hovedindgangen er fra renoveringen, og man antager de resterende detaljer på facaden ligeledes stammer fra dette år.

## I populærkultur
Præstø Rådhus er blevet brugt som kulisse til filmene Den gamle mølle på Mols (1953), Kristiane af Marstal (1956), Landsbylægen (1961), Affæren i Mølleby (1976) og Slægten (1978).